# Nizar Al-Rashdan
Nizar Al-Rashdan (en árabe: نزار الرشدان‎; Irbid, Jordania, 23 de marzo de 1999) es un futbolista de Jordania que juega en la posición de centrocampista con el Al-Faisaly Amman de la Liga Premier de Jordania.

## Carrera

### Club
| Periodo   | Club                     |
| --------- | ------------------------ |
| 2019-2021 | Al-Hussein Irbid         |
| 2021-     | Al-Faisaly Amman         |
| 2023      | → Newroz SC (cedido)     |
| 2024      | → Emirates Club (cedido) |

### Selección nacional
Debutó con Jordania el 4 de septiembre de 2021 en la victoria por 2-0 ante Haití en un partido amistoso. Su primer gol internacional lo anotó el 12 de septiembre de 2023 en el empate 1-1 ante Azerbaiyán en un partido amistoso en Bakú.
Fue convocado para jugar en la Copa Asiática 2023, donde anotó el gol de victoria por 3-2 el 29 de enero de 2024 ante Irak en la ronda de octavos de final del torneo.

## Logros
- Jordanian Pro League: 2022
- Jordan FA Cup: 2021
- Jordan Shield Cup: 2022, 2024